# Llimonenca
Llimonenca es un cultivar de higuera de tipo higo común Ficus carica, unífera de higos de epidermis con color de fondo verde blanquecino y el sobre color amarillo limón. Se cultiva en la colección de higueras de Montserrat Pons i Boscana en Llucmajor, Islas Baleares.

## Sinonimia
- „Sin sinónimo“,[3][5][6]

## Historia
Actualmente la cultiva en su colección de higueras baleares Montserrat Pons i Boscana, rescatada de un ejemplar o higuera madre localizada y cultivada en "cas Toro", "sa Bassa Crua" en la Marina de Llucmajor propiedad de Francesc Cantallops, (actualmente la higuera madre está extinguida).
Esta variedad ya aparece documentada en un contrato de arrendamiento de 1551 en Mallorca.
En cuanto al origen de su denominación, se debe al color de su piel entre amarillo y verdoso, lo que le da un parecido al limón.

## Características
La higuera 'Llimonenca' es una variedad unífera de tipo higo común. Árbol de mediano desarrollo, con copa colgante, y el ramaje alargado claro, soportado por un tronco delgado y estirado. Sus hojas son en su mayoría de 5 lóbulos (82%) y con 3 lóbulos (18%). Sus hojas con dientes presentes y márgenes serrados. Los higos 'Llimonenca' tienen una forma casi esférica, un poco redondeados que tienen tendencia a achatarse por el ostiolo a medida que van madurando, grandes, con poca facilidad de desprendimiento. La yema apical es cónica verde amarillenta.
Los higos 'Llimonenca' son de unos 32,2 gramos en promedio, de epidermis de grosor medio, consistencia dura y poco desprendimiento, con facilidad de pelado, cuando maduro de color de fondo verde blanquecino y el sobre color amarillo limón. Ostiolo de 0 a 1 mm con escamas pequeñas blancas. Pedúnculo de 2 a 5 mm cilíndrico verde claro. Grietas longitudinales gruesas escasas. Costillas poco marcadas. Con un ºBrix (grado de azúcar) de 19, sabor soso, con firmeza mediana baja, con color de la pulpa rojo blanquecino. Con cavidad interna pequeña, con gran cantidad de aquenios medianos. Los higos maduran sobre el 12 de septiembre al 26 de octubre, siendo de productiva media aunque en un gran periodo de tiempo. Son resistentes a la lluvia y a los rocíos, y a la apertura del ostiolo.

## Cultivo  y usos
'Llimonenca', utilizada para consumo de higos en fresco para animales (porcino y bovino), ya que el humano no se efectúa por ser de sabor soso insulso, aunque tiene buena resistencia al transporte y a las lluvias, y sobre todo a la apertura del ostiolo. Es difícil encontrar ejemplares en las islas Baleares. Se está tratando de recuperar su cultivo, de ejemplares cultivados en la colección de higueras baleares de Montserrat Pons i Boscana en Llucmajor.